# Varanus ornatus
Varanus ornatus (лат. Varanus ornatus) — вид ящериц из семейства варанов.
В Гане этот варан известен как «mampam sika» («денежный варан») из-за больших золотисто-жёлтых пятен на его спине.

## Описание
Может достигать общей длины тела до 1,8—2 м. Окраска спины от оливково-зелёной до чёрной, с желтоватыми отметинами на шее. На спине располагаются жёлтые пятна-глазки, сгруппированные в поперечные ряды. Брюшная сторона желтовато-серая с поперечными полосами. Ноздри округлые и расположены ближе к глазу, чем к кончику рыла. Щитки на голове небольшие. Вокруг середины туловища расположено 162 ряда чешуй. Хвост сильно сжат латерально, с низким дорсальным гребнем.
Отличается от близкородственного нильского варана (Varanus niloticus) следующими особенностями:
- 3—5 поперечных рядов глазчатых пятен на спине (у нильского варана их 6—9);
- язык белесоватый или розовый с красноватым или фиолетовым оттенком (у нильского варана язык фиолетовый, синевато-чёрный или чёрный);
- более широкая голова с притупленной и выпуклой впереди ноздрей мордой (у нильского варана голова узкая, клиновидной формы).

Распространение украшенного варана ограничено равнинными тропическим лесам и прибрежным лугами Центральной и Западной Африки. Биология вида изучена слабо. Встречается вблизи постоянных водоемов. В дикой природе украшенный варан питается крабами, насекомыми (особенно прямокрылыми), моллюсками, многоножками, рептилиями, земноводными и мелкими млекопитающими.

## Классификация
Varanus ornatus входит в состав подрода Polydaedalus. Ранее вид рассматривался в качестве подвида нильского варана под названием Varanus niloticus ornatus. Бёме в 2003 г. поднял статус таксона до видового.